# 킴벌리살찐꼬리도마뱀붙이
킴벌리살찐꼬리도마뱀붙이(Diplodactylus custos)는 킴벌레 팻테일 게코(Kimberley fat-tailed gecko)라 불리며, 호주에 고유한 도마뱀붙이류의 일종이다.

## 서술
킴벌리살찐꼬리는 전형적으로 주둥이에서 항문까지 6.1 cm (2.4 in) 에 이른다. 난생하며 한 번에 두 개씩 낳는다. 동부돌도마뱀붙이(:en:Diplodactylus vittatus) 복합체의 덩치가 큰 구성원이다. 킴벌리살찐꼬리는 안각에 큼직한 (first supralabial)가 이루는 선명한 줄무늬가 나있다. 몸에는 판과 같은 큰 등가운데비늘(mid-dorsal scale), 좀 더 작은 등옆(en:dorsolateral)비늘(dorsolateral scale)이 있다. 원래의 꼬리는 끝부분이 뾰족하고 가늘고 짧게 늘어나있다. 다시 자라난 꼬리는 끝부분이 좀 더 둥그스름하며 비늘이 좀 더 균일한 경향이 있다. 등의 비늘은 균일한 크기의 가로열을 따라 배열된다. 정수리와 주둥이는 색깔이 짙은 편이다. 몸의 산만한 무늬에는 물결치는 짙은 가로줄무늬가 섞이기도 한다.

## 분류
이 종은 양서파충류학자 쿠퍼(:en:Couper), 올리버(:fr:P. Oliver), 페퍼(:en:Pepper)가 2014년에 최초로 공식적으로 기술하였다. 종명은 수호를 의미하는 라틴어 단어 custos에서 따왔는데, 호주야생동물보호단(:en:Australian Wildlife Conservancy)이 킴벌리살찐꼬리를 고유한 킴벌리 지역에서 보존하기 위해 기울인 노력을 기린 것이다.

## 분포
이 도마뱀붙이류는 오스트레일리아 북서부의 킴벌리 지역 전역에 상당히 널리 분포하며, 구체적으로는 북쪽으로는 쿠누누라(en:Kununurra, Western Australia)에서 남서부쪽으로는 더비(:en:Derby, Western Australia), 남쪽으로는 퍼눌룰루 국립공원에 이른다. 얌피반도(en:Yampi Peninsula), 쿨란섬(:en:Koolan Island)에서도 표본이 채집된 적이 있다.